# کپورچال (بابل)
کپورچال ، روستایی از توابع بخش مرکزی شهرستان بابل در استان مازندران ایران است.فاصله تا بابل 7 کیلومتر و در قسمت شرق شهر بابل جاده سیمرغ (کیاکلا) واقع است. مقبره هادی نوروزی بازیکن و کاپیتان فقید تیم پرسپولیس ( تاریخ فوت ۹مهر ۱۳۹۴) در این روستا قرار دارد.  

## جمعیت
این روستا در دهستان فیضیه قرار دارد و براساس سرشماری مرکز آمار ایران در سال ۱۳۹۰، جمعیت آن ۵۱۳ نفر (۱۷۲ خانوار) بوده‌است.